# Wenzel Weber
Wenzel Weber, uváděn též jako Václav Weber (4. prosince 1825 Tři Sekery – 22. září 1888, Vrchlabí), byl rakouský a český duchovní a politik německé národnosti, v 60. letech 19. století poslanec Českého zemského sněmu za obvod Vrchlabí – Lanov – Hostinné.

## Biografie
Pocházel z Tří Seker na Chebsku. Vystudoval gymnázium v Chebu a katolický seminář v Praze. 27. února 1851 byl vysvěcen na kněze. 27. února 1865 se stal děkanem ve Vrchlabí. Byl také aktivní ve veřejném životě. Stal se okresním školním inspektorem, přičemž na starosti měl i německojazyčné školy v sousedních okresech. Byl aktivním bojovníkem proti emancipaci českého jazyka v rakouskouherském školství. Za prusko-rakouské války v roce 1866 víceméně úspěšně intervenoval u pruského velení proti rabování a rekvizicím potravin. Podporoval turistický ruch.
Byl členem a v letech 1887–1888 prvním prezidentem Rakouského krkonošského spolku (později Německý krkonošský spolek). V této funkci se zasadil o zřízení značených turistických tras, včetně trasy podél údolí Bílého Labe, která byla na jeho počet nazvána Weberova cesta. Roku 1884 vysvětil pramen Labe na Labské louce. Získal Řád Františka Josefa.
V 60. letech 19. století se zapojil do zemské politiky. V zemských volbách v Čechách v lednu 1867 byl zvolen na Český zemský sněm v městské kurii (obvod Vrchlabí – Lanov – Hostinné). Mandát obhájil v tomto obvodu i v krátce poté konaných zemských volbách v březnu 1867. Rezignoval v květnu 1868.
Je pochován na městském hřbitově ve Vrchlabí.

### Reference

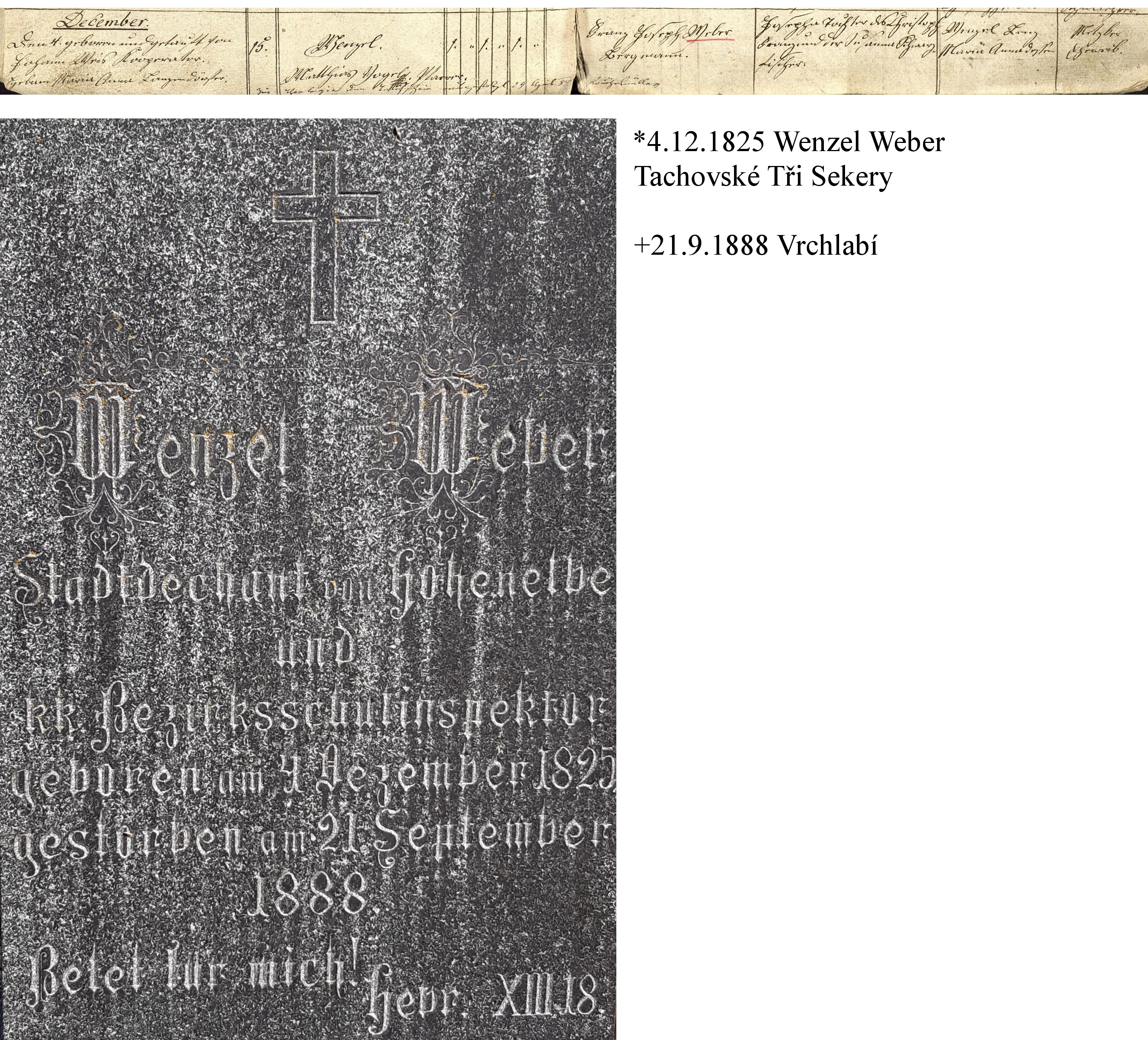